# Nefelinite
La nefelinite è una roccia magmatica effusiva, peralcalina e fortemente sottosatura in silice, composta principalmente dal feldspatoide nefelina e da augite titanifera o più raramente sodica e magnetite titanifera. Presenta grana fine e di solito tessitura ipocristallina porfirica, con fenocristalli di augite, più raramente di nefelina. Il colore è prevalentemente grigio scuro.

## Origine del nome
Il nome, che fa riferimento al praticamente unico minerale sialico, venne usato per la prima volta da Cordier nel 1842. Inizialmente però si riferiva a una roccia basaltica a nefelina.

## Mineralogia e varietà

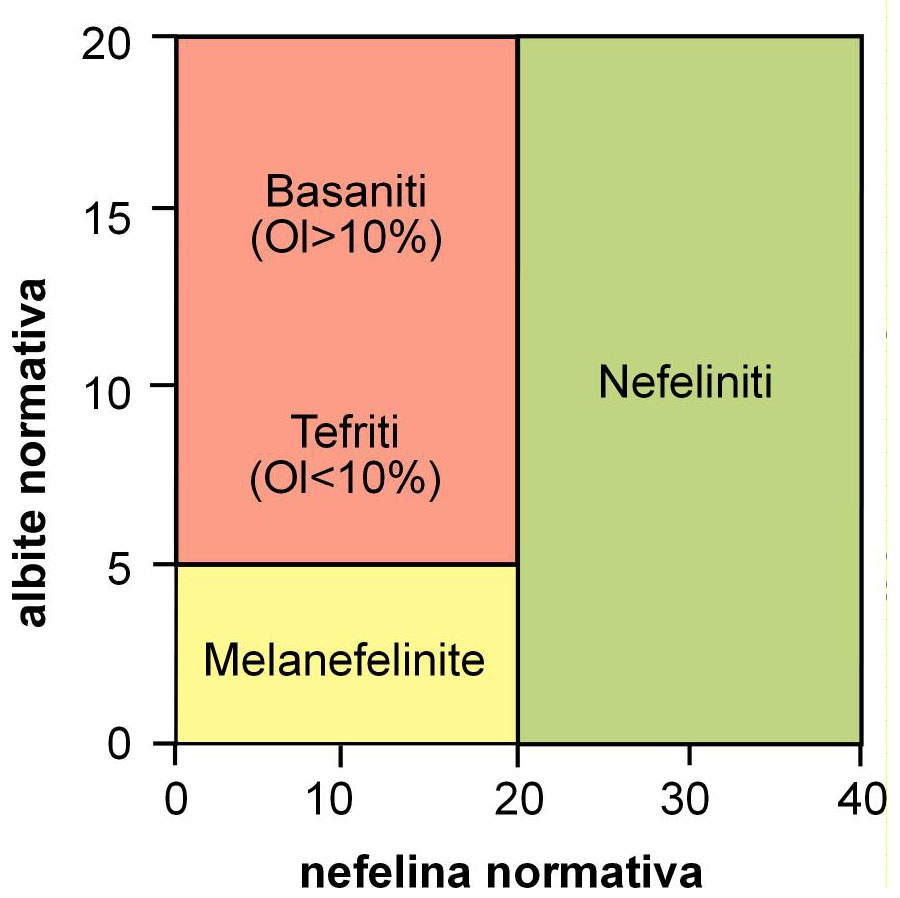
Fig. 1. Nomenclatura su base normativa delle rocce sottosature a nefelina

La nefelinite appartiene al campo 15c (foiditi) del diagramma QAPF di classificazione su base modale delle rocce effusive. La nefelina (più un eventuale altro feldspatoide) deve costituire oltre il 90% in volume dei minerali chiari o sialici. 

Può contenere come minerali accessori titanite, apatite, flogopite, perovskite, analcime e sodalite. Il vetro può essere presente, ma in ridotte quantità, nella pasta di fondo. Spesso la grana fine impedisce l'uso della moda: in questo caso si è costretti ad usare il diagramma TAS su base  normativa, dove le nefeliniti si trovano nel campo delle foiditi e a cavallo di questo e il campo delle tefriti/basaniti (e questo è il motivo per cui il limite è disegnato tratteggiato). Si può fare un'ulteriore distinzione (Le Bas, 1989, fig. 1) tra nefeliniti (nefelina normativa > 20%) e melanefeliniti (nefelina normativa < 20% e abbondanti fenocristalli di augite in una pasta di fondo di mineralogia indeterminata). Se è presente silicato di dicalcio normativo (ma < 10%), allora la roccia è una melilite nefelinite
Le olivin-nefeliniti sono una varietà contenente piccole quantità di olivina.

L'ankaratrite è una varietà melanocratica di nefelinite ricca in fenocristalli o xenocristalli di olivina e contenente flogopite.

## Composizione chimica e norma
|       | % in peso |
| ----- | --------- |
| SiO2  | 41,81     |
| TiO2  | 2,74      |
| Al2O3 | 14,76     |
| Fe2O3 | 5,64      |
| FeO   | 6,35      |
| MnO   | 0,27      |
| MgO   | 6,58      |
| CaO   | 12,25     |
| Na2O  | 4,93      |
| K2O   | 3,56      |
| P2O5  | 1,10      |

|            | % in peso |
| ---------- | --------- |
| Ortoclasio | 3,16      |
| Anortite   | 7,39      |
| Leucite    | 13,57     |
| Nefelina   | 21,95     |
| Diopside   | 32,36     |
| Olivina    | 2,32      |
| Magnetite  | 7,95      |
| Ilmenite   | 5,05      |
| Apatite    | 2,51      |

## Petrogenesi delle nefeliti
Le caratteristiche geochimiche delle lave, come ad esempio il relativamente alto contenuto di elementi leggeri delle terre rare (LRRE), depongono a favore dell'origine da un basso grado di fusione di un mantello peridotitico litosferico relativamente ricco in CO2, a profondità sufficienti a stabilizzare il granato. L'associazione frequente con le carbonatiti indica che i due tipi di rocce possono essere cogenetici, separandosi per immiscibilità durante la risalita, quando la pressione scende sotto un certo valore. Nel giugno del 1993 il vulcano Ol Doinyo Lengai, in Tanzania, eruttò lava carbonatitica e ceneri contenenti sferoidi nefelinitici con al loro interno segregazioni di carbonatite alcalina. È la prova che i due sono fusi immiscibili e che si separarono a bassa pressione da un magma silicatico a carbonati. Un'altra possibilità è che le carbonatiti siano il fuso residuale di una nefelinite carbonatica che è stata frazionata.

## Distribuzione
Le nefeliniti si trovano prevalentemente in rocce continentali, dove hanno poca olivina o non ne hanno. Nelle isole oceaniche sono invece rare e contengono una maggior quantità di olivina. 
In Italia: 

- si trovano nefeliniti plioceniche in Sicilia, nei Monti Iblei[5].

Nel mondo: 

- Isola di Oahu (Hawaii), piccole masse di olivin-nefeliniti
- Hamada (Giappone), Miocene superiore
- Vulcano Ol Doinyo Lengai (Tanzania), attivo, erutta lave carbonatitiche con nefeliniti, melanefeliniti e fonoliti
- Vulcano Nyiragongo (Congo ex- Zaire), attivo, erutta lave melilite nefelinitiche
- Texas: vulcaniti e intrusioni di Southern Balcones, contea di Uvalde, melilite olivin-nefeliniti del Cretaceo
- Canada: campo vulcanico di Wells Gray-Clearwater in Columbia Britannica e Volcano Mountain nello Yukon centrale, entrambi con olivin-nefeliniti